# Ramsele tingslag
Ramsele tingslag var ett tingslag i Västernorrlands län i östra delen av nuvarande Strömsunds kommun och västra delen av nuvarande Sollefteå kommun.
Tingslaget upplöstes 1913 och verksamheten överfördes till Ramsele och Resele tingslag och Fjällsjö tingslag.
Tingslaget ingick i Ångermanlands västra domsaga, efter 1882, innan dess från 1811 i Södra Ångermanlands domsaga.

## Socknar
Överfördes till Ramsele och Resele tingslag
- Edsele
- Helgum
- Ramsele

Överfördes till Fjällsjö tingslag
- Bodum
- Fjällsjö
- Tåsjö